# عمانوئيل
عمانوئيل (بالعبرية: עִמָּנוּאֵל (نقحرة: عَمْنُوئِيل)، بمعنى: «الله معنا»، كما بالحروف اللاتينية إيمانويل، Imanu'el) هو اسم عبري يظهر في سفر أشعيا كي يدل على أن الله سيحمي بيت داود. فسرها إنجيل متى (إنجيل متى 1: 22ـ23) نبوءةً على ولادة المسيح وإنجاز الكتاب المقدس في شخص يسوع. فيما يرى أخرون أن النبوءة لا تنطبق على المسيح.

## إشعيا 7-8

### ملخص
الوضع هو حرب Syro-Ephraimite ، 734-735 قبل الميلاد، والتي شهدت مملكة يهوذا ضد جارين شماليين، ممالك إسرائيل (يُدعى إفرايم في النبوة) وسوريا (المعروفة أيضًا باسم آرام أو آرام دمشق أو سوريا -دمشق). أشعيا 7: 1-2 يقول كيف أن ملوك أفرايم وسوريا يهاجمون القدس عندما يرفض آحاز الانضمام إليهم في تحالفهم ضد الآشوريين. يرغب آحاز في طلب مساعدة آشور، لكن إشعيا، بأمر الله، يأخذ ابنه شيرعشوب (الاسم الرمزي الذي يعني «بقايا العائد») ويؤكد آحاز أن ملوك العدو لن ينجحا (إشعياء 7: 3– 9). يخبر إشعيا آحاز عن العلامة الظاهرة التي سيعرف بها أنها نبوءة حقيقية: امرأة شابة ستلد طفلاً ستسمعه ايمانويل (اسم رمزي آخر، بمعنى «الله معنا»)، والأرض من «الملكين المرعبين» سوف يضيعان قبل أن يبلغ الطفل «لرفض الخطأ واختيار الحق» (إشعياء 7: 13-16). 

يتبع إشعياء 7:17 مع نبوءة أخرى أنه في تاريخ غير محدد في المستقبل، سوف يستدعي الله أشور ضد يهوذا: «الرب سيأتي عليك وعلى شعبك وبيت أجدادك مثل الأيام التي لم تشهد منذ أن انفجر افرايم من يهوذا ملك اشور»(الآية 7:17). تصف الآيات من 18 إلى 25 الخراب الذي سينتج: «في ذلك اليوم، ينقذ الإنسان بقرة شابة واثنين من الخراف... في ذلك اليوم، كل مكان كان يوجد فيه ألف كرمة... سيتم تحويله إلى الأشواك والبراعات» (العددان 21 و 23). ويستمر اشعيا 8: 1-15 في الفصل السابق: النبي يحكي عن ولادة طفل آخر، ابنه يدعى ماهر الشال-هاش-باز (اسم رمزي ثالث)، ثم يتنبأ بعد أن تم تدمير افرايم وسوريا الآشوريين سيأتي مثل النهر في الفيضان «لتغطية عرض أرضك، عمانوئيل» (إشعياء 8: 8). 

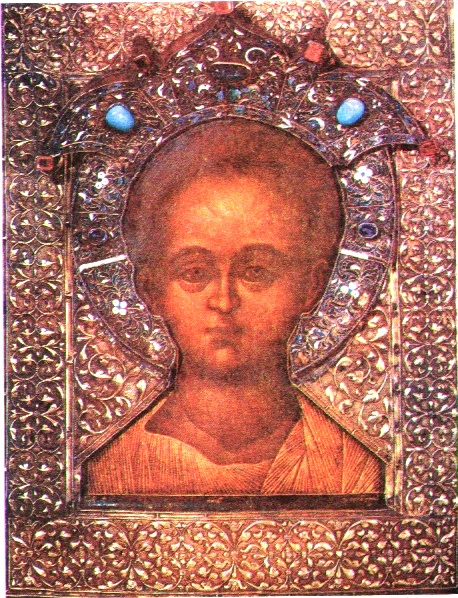
المسيح عمانوئيل، أيقونة مسيحية مع رضا من قبل سيمون أوشاكوف ، 1668. وفقا لإنجيل متى عمانوئيل هو يسوع المسيح.

تم العثور على «اسم» نبوي رابع، أطول، في إشعياء 9: 6 مع «بيليه-جيزس-جبور-أبي-سار-شالوم». يتم ترجمة هذا بشكل عام في إصدارات الكتاب المقدس الإنجليزية مثل «اسمه يجب أن يسمى رائع، مستشار، الإله الاقوي، الأب الدائم، أمير السلام» (KJV). 

### تفسير
إشعياء 7: 1–8: 15، على السطح في زمن الملك آحاز، ونبوءة تتعلق بالملوك اللذين يخشاهما آحاز، هما فقح ورزين. ترجع الهزيمة والموت لكل من هؤلاء الملوك على يد الأشوريين إلى حوالي 732 قبل الميلاد، مما يضع ولادة طفل ايمانويل في أواخر عهد آحاز. 
وعمومًا يرجّح الباحثون النسخة المكتوبة من هذه الأحداث من عهد حزقيا ابن آحاز بعد مرور ثلاثين عامًا، والغرض من ذلك هو إقناع حزقيا بعدم الانضمام إلى ملوك آخرين كانوا ينوون التمرد ضد أفرلورد. ويشير إشعيا إلى العواقب المخيفة التي أعقبت جيران شمالي يهوذا، مملكة إسرائيل وأرام دمشق (سوريا) عندما تمردوا في أيام آحاز وأحضروا الأشوريين على أنفسهم. في هذه المناسبة، تجاهل حزقيا إشعياء وانضم إلى المتمردين، وتحذير النبي صلى الله عليه وسلم: لقد نجح الآشوريون في تدمير يهوذا وحزقيا بالكاد مع عرشه. بعد قرن من ذلك، في عهد يوشيا، تمت مراجعة النبوة لتقدم آحاز كملك لا يؤمن بالوعد الذي رفض وعد الله بالحماية للقدس وبيت داود، وكانت النتيجة أن جلب الله الآشور لتدمير الأرض حتى جديد والملك المؤمن (يفترض أن يوشيا) سينشأ. 
أشعياء 7-8 يذكر ثلاثة أطفال بأسماء رمزية: بمعنى «بقايا العودة»؛ إيمانويل، «الله معنا». وماهر شال-هاش-باز «سرعات الغنيمة، تعجل الفريسة». إشعياء 8:18 يعلم القارئ بأن إشعياء وأولاده علامات («أنا هنا، والأطفال الذين أعطاهم الرب لي. نحن علامات ورموز في إسرائيل من الرب عز وجل، الذي يسكن على جبل صهيون»). معنى هذه الأسماء ليست واضحة: لقد تم تفسير شاعر جاشوب بشكل مختلف على أنه يعني أن بقايا من إفرايم وسوريا فقط ستنجو من الغزو الآشوري، أو أن بقايا من يهوذا سيتوب ويتحول إلى الله، بينما في أشعياء 10: 20-23
 يبدو أن هذا يعني أن بقايا إسرائيل سوف تعود إلى النظام الملكي الداوودي. ويرتبط ماهر-شلال-هاش-باز بمزيد من الوضوح بالتدمير المتوقع لأفرايم وسوريا. أما بالنسبة لإيمانويل، «الله معنا»، قد يعني إشعياء بكل بساطة أن أي امرأة شابة حامل في عام 734 قبل الميلاد ستكون قادرة على تسمية طفلها «الله معنا» عند ولادته؛ ولكن إذا كان هناك طفل معين، فقد يكون ابن آحاز، ربما خليفته حزقيا (وهو الفهم اليهودي التقليدي)؛ أو، لأن الأطفال الرمزيين الآخرين هم أشعياء، قد يكون عمانوئيل ابن النبي نفسه. ولكن قد يكون هذا هو، أهمية علامة اللافتات، من إشعياء 7، حيث يرمز إيمانويل إلى الأمل في هزيمة وشيك لسوريا وأفرايم، إلى إشعياء 8: 8، حيث يتم تناول عمانوئيل كشعب يوشك على الاستيلاء على أرضه الآشوريين. 

## متى 1: 22–23
يستشهد إنجيل متى بنبوءة علامة عمانوئيل من إشعياء، مستخدمًا ترجمة يونانية بدلاً من العبرية الأصلية. يبدأ ماثيو بنسل يسوع من إبراهيم عبر داود إلى يوسف، مع يسوع "ابن داود"، (متى 1: 1) وهو عضو في "بيت داود" (إشعياء 7: 12)، والذي تشير إليه علامة أعطيت عمانوئيل. ماثيو 1:16 يشير إلى أن يسوع ليس ابن يوسف الطبيعي، وماثيو يشير أبدا إلى يوسف كأب يسوع. تتحول الآيات 1: 18-25 إلى مريم، أم يسوع المستقبلية، مخطوبة (مخطوبة) إلى يوسف، لكنها "وجدت مع طفل من الروح القدس" قبل أن تجلس هي وجوزيف ". (ت 18) كان يوسف على وشك كسر الخطوبة، ولكن ملاكًا ظهر له في حلمه وأخبره عن الأصل الإلهي للطفل، وماثيو 1: 22–23 يعلن كيف كان هذا إنجازًا للكتاب المقدس: 
22 وَكَانَ كُلُّ هذَا كَانَ مُخْتَمِرًا أَنَّهُ قَدْ يُفْتَحَلُ الَّذِي قَالَهُ الرَّبُّ مِنَ النَّبِيِّ: 23 هوذا العذراء تكون مع ولد وتلد ابنا وتدعو اسمه عمانوئيل الذي تفسيره هو الله معنا. 

لقد كتب إنجيل متى مؤلفًا يعتقد أن يسوع هو المسيح الموعود، «الله معنا». في البداية، وصفت عناوين مثل «المسيح» و «ابن الله» طبيعة يسوع المستقبلية في «ديوتيرا باروسيا»، المجيء الثاني. ولكن سرعان ما أصبح يعرف أنه أصبح ابن الله في القيامة؛ ثم، في مارك، أصبح يعرف باسم ابن الله في معموديته. وأخيراً، يضيف ماثيو ولوقا قصصاً عن الرضاعة يكون فيها يسوع ابن الله منذ بدايته، قبل أن يُنظَر إلى أم عذراء بدون أب بشري. ومع ذلك، فإن رسالة بولس إلى فيلبي (نص سابق أكثر من أي من الأناجيل) تحدد يسوع على أنه في صورة الله قبل ولادته. (الفلكيين 2: 6-11)

## فهرس
- Barker، Margaret (2001). "Isaiah". في Dunn، James D.G.؛ Rogerson، John (المحررون). Eerdmans Commentary on the Bible. Eerdmans. مؤرشف من الأصل في 2020-01-25.
- Blenkinsopp، Joseph (1996). A History of Prophecy in Israel. Westminster John Knox Press. مؤرشف من الأصل في 2020-01-25.
- Brown، Raymond E.؛ Fitzmyer، Joseph A.؛ Donfried، Karl Paul (1978). "Gospel of Matthew". Mary in the New Testament. Paulist Press. مؤرشف من الأصل في 2014-09-17.
- Burkett، Delbert (2002). An introduction to the New Testament and the origins of Christianity. Cambridge University Press. ISBN:978-0521007207. مؤرشف من الأصل في 2018-11-20.
- Childs، Brevard S (1996). Isaiah. Westminster John Knox Press. مؤرشف من الأصل في 2019-07-02.
- Coogan، Michael D. (2007). "Isaiah". في Coogan، Michael D.؛ Brettler، Mark Zvi؛ Newsom، Carol Ann (المحررون). New Oxford Annotated Bible. Oxford University Press. مؤرشف من الأصل في 2016-04-29.
- Duling، Dennis C (2010). "The Gospel of Matthew". في Aune، David E. (المحرر). The Blackwell companion to the New Testament. Wiley-Blackwell. مؤرشف من الأصل في 2020-01-25.
- Ehrman، Bart D. (1999). Jesus: Apocalyptic Prophet of the New Millennium. Oxford University Press. مؤرشف من الأصل في 2020-01-25.
- Finlay، Timothy D. (2005). The Birth Report Genre in the Hebrew Bible. Mohr Siebeck. مؤرشف من الأصل في 2020-01-25.
- France، R.T. (2007). The Gospel of Matthew. Eerdmans. مؤرشف من الأصل في 2016-10-22.
- Keener، Craig S. (1999). A Commentary on the Gospel of Matthew. Eerdmans. مؤرشف من الأصل في 2020-01-25.
- Loewe، William P. (1996). The College Student's Introduction to Christology. Liturgical Press. مؤرشف من الأصل في 2020-01-25.
- Rhodes، Ron (2009). The Complete Guide to Bible Translations. Harvest House Publishers. مؤرشف من الأصل في 2020-01-25.
- Saldarini، Anthony J. (2001). "Matthew". في Dunn، James D.G.؛ Rogerson، John (المحررون). Eerdmans Commentary on the Bible. Eerdmans. مؤرشف من الأصل في 2020-01-25.
- Sweeney، Marvin A (1996). Isaiah 1–39: With an Introduction to Prophetic Literature. Eerdmans. مؤرشف من الأصل في 2020-01-25.
- Sweeney، Marvin A (2001). King Josiah of Judah: The Lost Messiah of Israel. Oxford University Press. مؤرشف من الأصل في 2020-01-25.
- Tremmel، Robert (2011). The Four Gospels. Xlibris Corporation. مؤرشف من الأصل في 2020-01-25.[نشر ذاتي؟]
- White، L. Michael (2010). Scripting Jesus: The Gospels in Rewrite. HarperCollins. مؤرشف من الأصل في 2018-08-19.